# Schrotholz

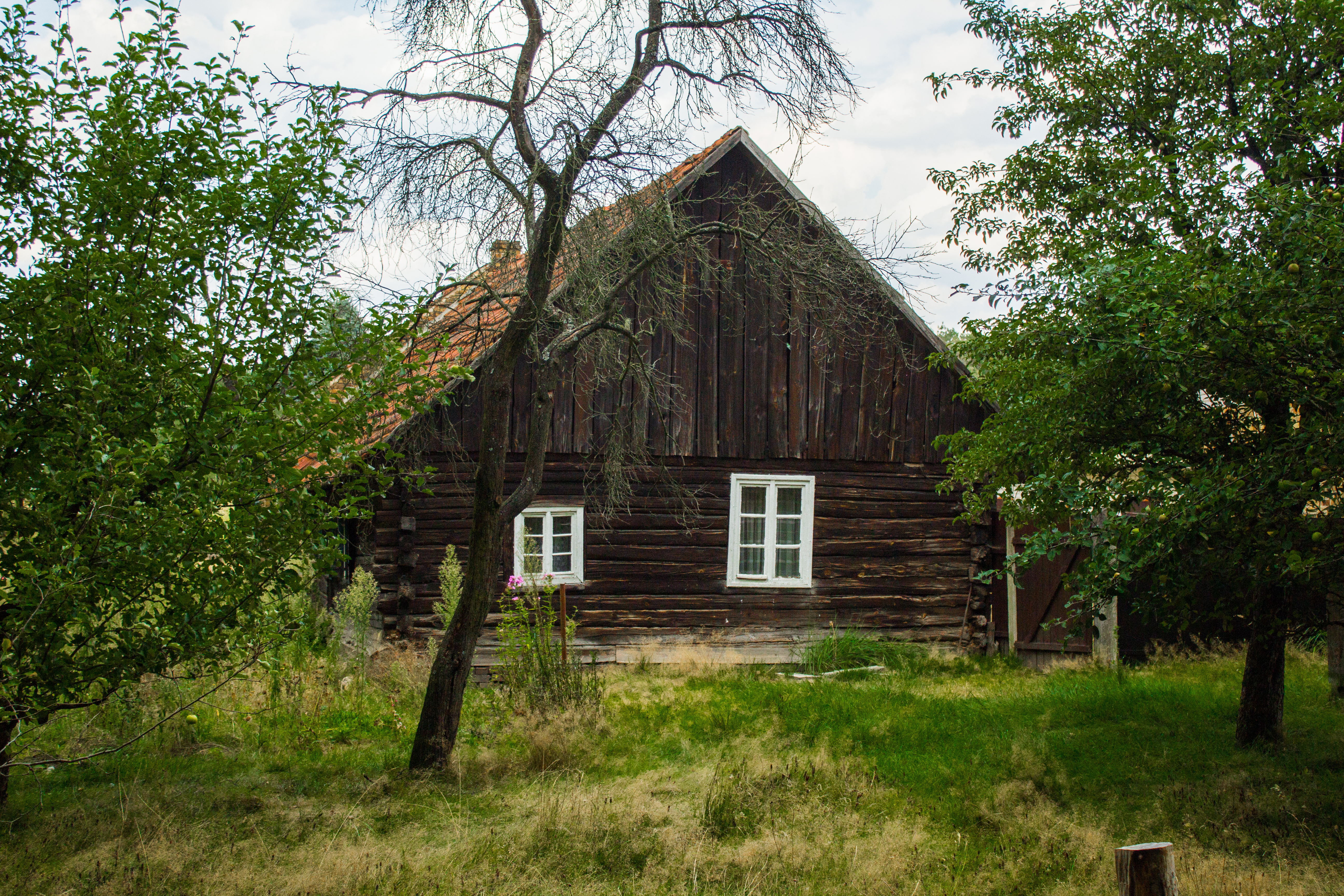
Schrotholzwohnhaus in Rohne (2015), inzwischen abgetragen

Schrotholz bezeichnet grob mit der Axt behauenes Holz, wie es zur Errichtung von Schrotholzkirchen und Schrotholzhäusern vor allem in Schlesien und in der Oberlausitz jahrhundertelang verwendet wurde. Es wurden überwiegend Kiefern und seltener Eiben zur Herstellung der mit einem Breitbeil vierkantig behauenen Baumstämme verwendet. Schon drei bis vier Jahre vor dem geplanten Fällen wurde die Rinde der ausgewählten Bäume in einem Abschnitt unter der Baumkrone spiralförmig entfernt, was zu einer Erhöhung des Harzgehaltes im Baumstamm in den folgenden Jahren führte. Dieser erhöhte Harzgehalt stellt einen natürlichen Schutz gegen Schädlings- und Verwitterungsschäden des Holzes nach dem Verbauen dar.
Im Unterschied zu den aus runden Baumstämmen errichteten ursprünglichen Blockhäusern haben Schrotholzgebäude wegen des viereckigen Balkenquerschnittes eine vergleichsweise ebene, fugenlose Oberfläche.
1929 wurden in Ober- und Niederschlesien mindestens 130 Schrotholzkirchen gezählt. Um die Wende zum 20. Jahrhundert wurde das Holz schrittweise durch Ziegel ersetzt.